# Rabčice
Rabčice és un poble i municipi d'Eslovàquia que es troba a la regió de Žilina, al centre-nord del país. El 2022 tenia 2.073 habitants.

## Demografia
| Godina             | 1994 | 2004    | 2014   | 2024   |
| ------------------ | ---- | ------- | ------ | ------ |
| Nombre de persones | 1665 | 1890    | 2001   | 2101   |
| Diferència         |      | +13,51% | +5,87% | +4,99% |

| Godina             | 2023 | 2024   |
| ------------------ | ---- | ------ |
| Nombre de persones | 2100 | 2101   |
| Diferència         |      | +0,04% |